# Гранин, Даниил Александрович
Дании́л Алекса́ндрович Гра́нин (настоящая фамилия — Ге́рман; 1 января 1919, Курская губерния, РСФСР — 4 июля 2017, Санкт-Петербург, Россия) — советский и российский писатель, киносценарист, общественный деятель.
Участник Великой Отечественной войны. Герой Социалистического Труда (1989), лауреат Государственной премии СССР (1976), Государственных премий РФ (2001, 2016). Кавалер ордена Святого апостола Андрея Первозванного (2008).

## Биография

### Довоенное время
Во всех своих ранних автобиографиях Д. А. Герман (Гранин) указывал датой рождения 1 января 1918 года, а местом — город Волынь Курской губернии. Однако такого города в Курской области нет, есть село Волынка Рыльского района.
Отец будущего писателя Александр Данилович Герман служил приказчиком по лесной части у разных хозяев, а с 5 марта 1918 года работал десятником по лесозаготовкам при Петроградском гороткомхозе, мать Анна Захарьевна была домохозяйкой. Семья жила на улице Пестеля, дом № 27, кв. 33.
В 1935 году Д. Герман окончил 10 классов 15-й средней школы Смольнинского района гор. Ленинграда на Моховой ул., 33. Полгода работал шофёром, а затем поступил в Ленинградский электротехнический институт им. Ульянова-Ленина на специальность «электрические станции». Однако к четвёртому курсу (сентябрь 1938 г.) эту специальность в институте ликвидировали, и Герман перевёлся на 4-й курс Ленинградского индустриального института (с 1940 году Ленинградский политехнический институт, ЛПИ). Его он окончил 23 июня 1940 года по специальности «гидроэлектрические станции», с квалификацией инженера-электрика, и получил распределение на Свирскую ГЭС № 9. Но по распределению не поехал, устроившись на Кировский завод старшим инженером экспериментальной группы электросилового цеха. Был избран заместителем секретаря комитета комсомола, выступал со статьями на страницах многотиражки. Одновременно учился в заочной аспирантуре ЛПИ.

### Военные годы
Незадолго до начала войны, 5 июня 1941 г., Герман подал заявление на вступление в кандидаты ВКП(б), а 5 июля 1941 г. был принят в партию решением общего собрания парторганизации электросилового цеха (при этом в наградном листе указывалось, что является членом ВКП(б) с 1940 года).
В июле 1941 года Д. Герман добровольно вступил в ряды формируемой 1-й Ленинградской стрелковой дивизии народного ополчения и был назначен инструктором по комсомолу политотдела дивизии в звании старшего политрука. Первые бои дивизия приняла 11 июля 1941 года. Незадолго до смерти Гранин в интервью изданию «Фонтанка» утверждал, что в Красную армию он записался добровольцем, поступил в ряды действующей армии рядовым, а поскольку был при политотделе, его считали политруком.
Во время отступления начального периода войны Гранину (с его слов) пришлось некоторое время командовать 347-м стрелковым полком в составе дивизии, заменив полковника И. И. Лебединского, получившего тяжёлое ранение, однако через два дня покинул линию фронта вместе с подчинёнными, описав это так: «17 сентября 41-го мы просто ушли в Ленинград с позиций с мыслью: „Всё рухнуло !“ Я, помню, сел на трамвай, приехал домой и лёг спать. Сестре сказал: „Сейчас войдут немцы — кинь на них сверху гранату (мы на Литейном жили) и разбуди меня“». Затем, 18 сентября 1941 года, его, явившегося в Штаб народного ополчения, направили комбатом в отдельный артиллерийско-пулемётный батальон под Шушары. Однако по прибытии оказалось, что в батальоне уже есть другой командир, который отправил Гранина простым рядовым в пехотное подразделение. В этом качестве он и провёл всю блокадную зиму, после чего его направили в танковое училище и выпустили оттуда уже офицером-танкистом на фронт.
В 1942 году он проходил двухмесячные курсы в Ульяновском танковом училище.
Из военных документов, касающихся службы Гранина:

2 ноября 1942 года приказом войскам Ленинградского фронта № 02325/н военный комиссар 2-го отдельного ремонтно-восстановительного батальона 42-й армии старший политрук (капитан) Д. А. Герман был награждён орденом Красной Звезды. В наградном листе от 1 августа 1942 года с представлением к награде указывалось: 
Тов. Герман, Даниил Александрович работая комиссаром 2 ОРВБ показал себя хорошим организатором личного состава части. Умело руководит социалистическим соревнованием в части, благодаря чего часть из месяца в месяц перевыполняет план по ремонту машин: Апрельская программа выполнена на 107,1 %; Майская — на 110,5 %; Июньская — на 115,4 %; Июльская — на 120,3 %.
Отлично организовал в части рационализаторскому работу, где имеет 30 человек активных рационализаторов, с которыми проводит работу и имеет до 150 рационализаторских предложений, которые этой-же частью реализуется.
Благодаря инициативе масс, ремонтной базой освоено 325 остродефицитных деталей машин, которые дают возможность из месяца в месяц перевыполнять программу. Благодаря мобилизации масс, сверх программы в июле месяце изготовлено 11 походных мастерских, типа „Б“, на которых обучают людей приспособляя их работу к полевым условиям. За это время подготовил кадр по ремонту боевых машин: КВ — 6 человек, Т-34 — 3 человек, БТ-2 и БТ-5 — 16 человек, в настоящее время обученный кадр самостоятельно ремонтирует машины прибывшие с поля боя.Зам. нач-ка отдела АБТВ 42 армии инженер-полковник Шлепнин
Одновременно в наградном листе указывалось, что в 1941 году Д. А. Герман был дважды ранен, а также то, что он уже был награждён орденом Красной Звезды (здесь же в наградном листе карандашом надписан вопрос, когда и кем был награждён, и присутствует пометка, что приказами по Ленинградскому фронту не награждался).
Воевал на Ленинградском и Прибалтийском фронтах. Войну окончил в звании капитана.
В конце жизни Гранин признавал, что его литературные произведения о войне, которые принято считать автобиографичными, содержат элементы художественного вымысла и не являются «полностью идентичными» его автобиографии. Часть официальной биографии Гранина подверг сомнению литературовед Михаил Золотоносов.

### В литературе
Первый литературный опыт Д. Гранина — опубликованные в 1937 году в журнале «Резец» рассказы «Возвращение Рульяка» и «Родина», посвящённые Парижской коммуне. Однако после войны, с 1945 по 1950 год, его основной деятельностью была работа в Ленэнерго и научно-исследовательском институте.
В 1949 году в журнале «Звезда» был опубликован рассказ «Вариант второй», получивший положительную оценку литераторов. Тогда же по просьбе однофамильца, писателя Юрия Германа, Даниил Александрович взял себе псевдоним Гранин. С 1950 года он занимается только литературой: выходит его первая книга «Спор через океан» (1950), затем — «Ярослав Домбровский» (1951) и сборник очерков о строителях Куйбышевской ГЭС «Новые друзья» (1952).
Известность Гранину принёс роман «Искатели», опубликованный в 1955 году. Тогда же его главной темой стали учёные, изобретатели, их нравственный кодекс и гражданская позиция. Этой теме посвящёны романы («После свадьбы», 1958; «Иду на грозу», 1962), повести и рассказы («Собственное мнение», 1956; «Место для памятника», 1969; «Кто-то должен», 1970; «Неизвестный человек», 1989), документально-публицистические произведения на историческую тему («Размышления перед портретом, которого нет», 1968; «Повесть об одном учёном и одном императоре», 1971), биографии учёных — биолога Александра Любищева («Эта странная жизнь», 1974) и генетика Николая Тимофеева-Ресовского («Зубр», 1987).
В 1974 году выступил как сценарист двухсерийного фильма «Выбор цели» (режиссёр Игорь Таланкин), посвящённого началу гонки ядерных вооружений и лично судьбе Игоря Курчатова. Утверждается, что Таланкин и Гранин путём интриг добились аннулирования договора с настоящим автором сценария Соломоном Шульманом и, слегка изменив сценарий, а фактически украв его (это подтвердили эксперты В. Фрид и Ю. Дунский), выдали его за свой.
В 1994 году писатель попробовал себя в авантюрно-детективном жанре, написав роман «Бегство в Россию».
Знаковой для Гранина стала написанная совместно с Алесем Адамовичем «Блокадная книга» (1979), рассказывающая на документальном материале о героическом сопротивлении Ленинграда вражеской блокаде. Работа Гранина над блокадной темой вызвала недовольство советской партийно-государственной верхушки: в частности, Григорий Романов впоследствии заявлял, что высказывания Гранина о деятельности руководства СССР в блокаду «неправильны и необъективны».
Гранин опубликовал ряд очерково-дневниковых сочинений о поездках в Германию, Англию, Австралию, Японию, Францию и другие страны, собранных в книгах «Неожиданное утро» (1962), «Примечания к путеводителю» (1967), «Сад камней» (1972) и других.
Писатель также рассуждал о судьбах литературы в эссе о Пушкине («Два лика», 1968; «Священный дар», 1971; «Отец и дочь», 1982), Достоевском («Тринадцать ступенек», 1966), Льве Толстом («Герой, которого он любил всеми силами своей души», 1978) и других русских классиках.
В последние годы Гранин посвятил себя мемуарам — «Причуды моей памяти» (2009), «Всё было не совсем так» (2010), выпустив также романы «Мой лейтенант» (2011) и «Заговор» (2012).

### Общественная деятельность
В 1962 году вступил в Союз писателей. Секретарь, с 1965 года — второй секретарь, в 1967—1971 годах — первый секретарь Ленинградского отделения СП РСФСР. На Гранина рядом коллег возлагалась ответственность за судьбу Иосифа Бродского, подвергнутого судебному преследованию; в частности, композитор Борис Чайковский, согласно дневниковой записи Давида Самойлова, отказался из-за этого писать музыку к фильму по сценарию Гранина, а Анна Ахматова, согласно запискам Л. К. Чуковской, говорила:
А о Гранине больше не будут говорить: «это тот, кто написал такие-то книги», а — «это тот, кто погубил Бродского». Только так.
Так, комментируя обвинительный приговор Иосифу Бродскому, Даниил Гранин заявил на заседании секретариата Ленинградского отделения СП РСФСР: «Политическое лицо Бродского было нам известно. Я знаю, что он представлял собою два года назад. Сейчас тоже не убеждён в том, что он стал думать по-другому. Я бы лично сказал, что его с более чистой совестью надо было судить по политической статье, чем за тунеядство. Но это дело не моей компетенции. У нас таких, как Бродский, вокруг Союза, к сожалению, много».
Позже Гранин переменил своё отношение к делу Бродского и, по свидетельству Натальи Грудининой, на другом заседании секретариата говорил о таланте Бродского и его популярности среди молодёжи.
 — Рада за Гранина, сказала Анна Андреевна.

Да, я тоже. Уверяли меня, что он хороший человек… (Лидия Чуковская).
Избирался народным депутатом СССР (1989—1991). В 1993 году подписал «Письмо сорока двух».
Был членом редакционной коллегии журнала «Роман-газета». Инициировал создание ленинградского общества «Милосердие».
Президент Общества друзей Российской национальной библиотеки; председатель правления Международного благотворительного фонда имени Д. С. Лихачёва, член Всемирного клуба петербуржцев и Союза писателей Санкт-Петербурга.
В возрасте 95 лет в 2014 году выступил в немецком Бундестаге перед депутатами и канцлером о блокаде Ленинграда и войне.
Выступил историческим и литературным консультантом в съёмках фильма «Коридор бессмертия», основанного на реальных событиях, как в феврале 1943 года жители блокадного Ленинграда за 17 дней построили железную дорогу длиной 33 километра, соединившую город с Большой землёй. Шлиссельбургскую магистраль называли красиво — «Дорога Победы», но у самих железнодорожников она славилась как «коридор смерти».

Гранин читал сценарий «Коридора бессмертия», и первая его реакция, которую я помню: «Девочки настоящие, я знал таких»— режиссёр Фёдор Попов
Публицист Олег Кашин, суммируя жизненный путь Гранина как общественного деятеля, отмечал, что обречены на провал попытки общественного мнения приписать моральный авторитет выходцам из советской партийной номенклатуры. К ней может быть отнесён и Даниил Гранин, который являлся руководителем Ленинградского отделения Союза писателей РСФСР, народным депутатом СССР, членом бюро Ленинградского обкома КПСС и Героем Социалистического труда.

### Взгляды последних лет
В 2009 году Гранин предложил установить мемориальную доску маршалу Маннергейму на Захарьевской улице в Санкт-Петербурге, но в канун празднования 65-летия Победы в комитете по культуре решили не торопиться с решением.
В интервью Ксении Собчак в апреле 2014 года Гранин прокомментировал события на Украине (в частности, в Крыму). По словам писателя, цитируемым «Радио Свобода», его отталкивает «огромное количество вранья и лжи», среди которого живёт современное российское общество. В том же интервью он назвал «абсурдом сегодняшнего дня» произошедшие события, связанные с Крымом, и последовавшее за ними ухудшение отношений с Украиной. Гранин заявил, что передача полуострова Хрущёвым воспринималась как «незаконный, абсурдный и просто возмутительный поступок», но аннексия Крыма его не обрадовала. «Не такой ценой…» — подытожил писатель.
В интервью журналисту «Новой газеты» от февраля 2014 года Гранин охарактеризовал В. В. Путина как «слишком недоверчивого, в чём-то жестокого человека со своей картиной мира». По мнению писателя, Путин всегда был таким, даже несмотря на то, что в одном из последних разговоров он мог и оттаять.
В марте 2017 года, в свете отсутствия реакции от российского премьера Д. А. Медведева на обращение Гранина о статусе Публичной библиотеки в Петербурге, прокомментировал фильм ФБК Алексея Навального «Он вам не Димон»: «Медведев, очевидно, так занят своими делами, что приходится верить невероятному досье, опубликованному Алексеем Навальным».
3 июня 2017 года писатель получил Государственную премию в Петербурге за вклад в развитие отечественной литературы.
Высказывал предположение о том, что, может быть, не надо было Советскому Союзу в 1944 году переходить границу СССР и вступать в страны Восточной Европы, тогда бы они позже не обвиняли Россию в оккупации.

### Болезнь и смерть
В конце июня 2017 года состояние здоровья Д. А. Гранина стало резко ухудшаться, он был доставлен в один из госпиталей Санкт-Петербурга и подключён к аппарату искусственной вентиляции легких. В 22:00 4 июля 2017 года, на 99-м году жизни, писатель скончался.
Церемония прощания состоялась 8 июля 2017 года в Таврическом дворце. Похоронен на Комаровском кладбище в пригороде Петербурга.

## Семья
Жена — Римма Михайловна (Ревекка Менделевна) Майорова (1918—2004), уроженка Велижа, выпускница Ленинградского инженерно-технического инститита (1938), работала инженером механического цеха № 7 на Кировском заводе (избиралась комсоргом цеха). Дочь — Марина Данииловна Чернышёва-Гранина (род. 1945).

## Творчество. Библиография
Основное направление и тема произведений Гранина — реализм и поэзия научно-технического творчества — здесь сказывается техническое образование Гранина, практически все его произведения посвящены научным изысканиям, борьбе между настоящими, принципиальными учёными и людьми недаровитыми, карьеристами, бюрократами.
Граниным созданы:
- роман «Искатели» (1954);
- роман «Иду на грозу» (1962);
- роман «После свадьбы» (1958) посвящён судьбе молодого изобретателя, посланного комсомолом на работу в деревню;

Все три романа инсценировались для театра, по ним сделаны одноимённые фильмы («Искатели» (1956), «После свадьбы» (1962), «Иду на грозу» (1965)).
- рассказы и повести: «Победа инженера Корсакова» (опубликована в 1949 году под названием «Спор через океан»), «Вариант второй» (1949), «Ярослав Домбровский» (1951), «Собственное мнение» (1956);
- книги очерков о поездках в ГДР, Францию, на Кубу, в Австралию, Англию — «Неожиданное утро» (1962) и «Примечания к путеводителю» (1967);
- рассказ «Дом на Фонтанке» (1967), повесть «Наш комбат» (1968), раздумья о «Медном всаднике» А. С. Пушкина — «Два лика» (1968);
- художественно-документальные произведения: «Эта странная жизнь» (1974, о биологе А. А. Любищеве), «Клавдия Вилор» (1976, Государственная премия СССР), роман «Зубр» (1987, о судьбе биолога Н. В. Тимофеева-Ресовского), «Блокадная книга», ч. 1-2 (1977—1981, совместно с А. М. Адамовичем);
- роман «Картина» (1979[уточнить], одноимённая экранизация 1985 года), повесть «Неизвестный человек» (1990), в которых затронуты проблемы сохранения исторической памяти, предпринят анализ состояния человека, теряющего своё место в социальной иерархии;
- «Повесть об одном учёном и одном императоре» — биография Араго (1991);
- шпионский роман «Бегство в Россию» (1994);
- повесть «Оборванный след» — о жизни учёных в современной России (2000);
- эссе «Страх» — о преодолении тоталитаризма и коммунизма.

### Изданные собрания сочинений
- Собрание сочинений в восьми томах. — СПб.: Вита Нова, 2009.
- Собрание сочинений в пяти томах. — М.: Терра — книжный клуб, 2008.
- Собрание сочинений в пяти томах. — М.: Вагриус, 2007.
- Собрание сочинений в трёх томах. — М.: Любимая Россия, 2006. — 1 500 экз.
- Собрание сочинений в четырёх томах. — Л.: Художественная литература, 1978—1980. — 100 000 экз.
- Собрание сочинений в пяти томах. — Л.: Художественная литература, 1989—1990. — 100 000 экз.
- Избранные произведения в двух томах. — Л.: Художественная литература, 1969. — 150 000 экз.

### Публикации отдельных книг
- Победа инженера Корсакова — Л.: Советский писатель, 1950. — 15 000 экз. (повесть о научном превосходстве СССР над США)
- Спор через океан (повесть) — М.: Правда, 1950. — 150 000 экз.
- Ярослав Домбровский — М.: Молодая гвардия, 1951. — 15 000 экз. (историческая повесть)
- Новые друзья (рассказы о строителях Куйбышевской ГЭС). — М.: Молодая гвардия, 1952.
- Искатели (роман) — Л.: Советский писатель, 1955. — 90 000 экз.
- Собственное мнение (повесть-притча о двуличии советского технократа).
- После свадьбы (роман) — Л.: Советский писатель, 1959. — 30 000 экз.
- В нашем городе (фотоочерк) — Л.: Лениздат, 1958. — 15 000 экз.
- Иду на грозу (роман) — М.: Гослитиздат, 1962. — 500 000 экз.
- Неожиданное утро — Л.: Советский писатель, 1962. — 50 000 экз.
- Остров молодых (рассказы о Кубе). — Л.: Лениздат, 1962. — 30 000 экз.
- Генерал коммуны — М.: Советская Россия, 1965. — 50 000 экз.
- Месяц вверх ногами — Л.: Лениздат, 1966. — 115 000 экз.
- Примечания к путеводителю — Л.: Советский писатель, 1967. — 30 000 экз.
- Наш комбат (повесть о войне)
- Кто-то должен (повесть об учёных и их моральном выборе) — Л.: Советский писатель, 1970. — 30 000 экз.
- Неожиданное утро (очерки) — Л.: Лениздат, 1970. — 100 000 экз.
- Сад камней (сборник) — М.: Современник, 1972. — 75 000 экз.
- До поезда оставалось три часа — Л.: Советский писатель, 1973. — 50 000 экз.
- Дождь в чужом городе — Л.: Художественная литература, 1977. — 50 000 экз.
- Эта странная жизнь (документальная биографическая повесть об А. А. Любищеве) — М.: Советская Россия, 1974. — 100 000 экз.
- Прекрасная Ута — М.: Советская Россия, 1974. — 75 000 экз.
- Однофамилец // повести и рассказы / послесловие В. Оскоцкого. — М.: Советская Россия, 1983. — 443 с.
- Выбор цели (повесть) — Л.: Советский писатель, 1975. — 30 000 экз.
- Клавдия Вилор (документальная проза) — М.: Советская Россия, 1977. — 100 000 экз.
- Блокадная книга (документальная проза, хроники блокады Ленинграда; в соавторстве с Алесем Адамовичем, на издание этой книги в Ленинграде был наложен запрет. Впервые часть её была напечатана с купюрами в 1977 году в журнале «Новый мир», а в Ленинграде книга вышла только в 1984 году после смены партийного руководства города и переезда Г. В. Романова в Москву)
- Обратный билет (повести) — М.: Современник, 1978. — 30 000 экз.
- Повести '— М.: Художественная литература, 1979. — 2 495 000 экз.
- Картина (роман) — Л.: Советский писатель, 1980. — 80 000 экз.
- Место для памятника — М.: Известия, 1982. — 240 000 экз.
- Два крыла (публицистика) — М.: Современник, 1983. — 50 000 экз.
- Ещё заметен след — Л.: Советский писатель, 1985. — 200 000 экз.
- Тринадцать ступенек (сборник)[44] — Л.: Советский писатель, 1984. — 100 000 экз.
- Река времён — М.: Правда, 1985. — 500 000 экз.
- Выбор цели — Л.: Советский писатель, 1986. — 200 000 экз.
- Ленинградский каталог — Л.: Детская литература, 1986. — 100 000 экз.
- Зубр (документальный биографический роман о Н. В. Тимофееве-Ресовском). — М.: «Известия», 1987. — 300000 экз.
- Неожиданное утро — Л.: Лениздат, 1987. — 200 000 экз.
- О наболевшем — Л.: Советский писатель, 1988. — 100 000 экз.
- Милосердие '— М.: Советская Россия, 1988. — 50 000 экз.
- Чужой дневник — М.: Современник, 1988. — 100 000 экз.
- Точка опоры — М.: АПН, 1989. — 100 000 экз.
- Наш комбат — М.: Правда, 1989. — 300 000 экз.
- Наш дорогой Роман Авдеевич  (сатира на Григория Романова) — Л.: СП «Совиттурс», 1990. — 100000 экз.
- Неизвестный человек
- Повесть об одном учёном и одном императоре
- Запретная глава — Л.: Советский писатель, 1991. — 100 000 экз.
- Бегство в Россию (документальное повествование о Джоэле Баре и Альфреде Саранте) — М.: Новости, 1995. — 10000 экз.
- Страх (эссе)
- Оборванный след (повесть)
- Вечера с Петром Великим (исторический роман, экранизирован)
- Жизнь не переделать — М.: Центрполиграф, 2004. — 10 000 экз.
- Священный дар — СПб.: Алетейя, 2007
- Причуды моей памяти (воспоминания) — М.: Центрполиграф, 2009
- Всё было не совсем так (размышления, написанные в виде кратких заметок, собранных на протяжении всей жизни, описывающих его детство, родных, друзей, главные события послевоенных лет и современную действительность)
- Мой лейтенант (роман)
- Три любви Петра Великого
- Заговор — М.: Олма медиа групп, 2012. — 4000 экз.
- Два лика — СПб.: Звезда, 2013. — 1000 экз.
- Человек не отсюда — СПб.: Лениздат, 2014. — 7000 экз.

### Переводы на другие языки
- Γκράνιν Δ. Ο ανθυπολοχαγός μου [Гранин, Д. Мой лейтенант : Пер. на греч. Д. Триантафиллидиса]. — Афины: Samizdat Editions, 2021. — 300 с. — ISBN 978-618-5220-56-3

## Экранизации
- 1956 — Искатели
- 1962 — После свадьбы
- 1965 — Иду на грозу
- 1965 — Первый посетитель
- 1974 — Выбор цели
- 1978 — Однофамилец
- 1979 — Дождь в чужом городе[45]
- 1985 — Картина
- 1985 — Кто-то должен…
- 1987 — Поражение
- 2009 — Читаем «Блокадную книгу»
- 2011 — Пётр Первый. Завещание
- 2017 — Три дня до весны

Во всех фильмах Гранин является автором (соавтором) сценария.

## Награды и премии
Государственные награды Российской Федерации
- орден Святого апостола Андрея Первозванного (28 декабря 2008) — за выдающийся вклад в развитие отечественной литературы, многолетнюю творческую и общественную деятельность[47][48].
- орден «За заслуги перед Отечеством» III степени (1 января 1999) — за заслуги перед государством и большой вклад в развитие отечественной литературы[49].
- орден Александра Невского (21 декабря 2013) — за вклад в развитие отечественной литературы и многолетнюю общественную деятельность[50].
- Благодарность Президента Российской Федерации (29 декабря 2003) — за многолетнюю плодотворную литературную и общественную деятельность[51].

Государственные награды СССР
- Герой Социалистического Труда (Указ Президиума Верховного Совета СССР от 1 марта 1989, орден Ленина и золотая медаль «Серп и Молот») — за большие заслуги в развитии советской литературы и плодотворную общественную деятельность[52].
- орден Ленина (16 ноября 1984) — за заслуги в развитии советской литературы и в связи с 50-летием образования Союза писателей СССР[53].
- орден Отечественной войны II степени (11 марта 1985) — за храбрость, стойкость и мужество, проявленные в борьбе с немецко-фашистскими захватчиками, и в ознаменование 40-летия победы советского народа в Великой Отечественной войне 1941—1945 годов[54].
- орден Трудового Красного Знамени (28 октября 1967) — за заслуги в развитии советской литературы и активное участие в коммунистическом воспитании трудящихся[55].
- орден Дружбы народов (2 января 1979) — за заслуги в развитии советской литературы и в связи с шестидесятилетием со дня рождения[56].
- орден Красной Звезды (2 ноября 1942) — за образцовое выполнение боевых заданий командования фронтом по восстановлению и ремонту боевой техники[57].
- медаль «За оборону Ленинграда» (17 июня 1943)[58].

Иностранные награды
- Орден «За заслуги перед Федеративной Республикой Германия» степени офицера (Германия, 2000)[59].
- Медаль «Маршал Баграмян» (Армения, 2013)[60].

Конфессиональные награды
- Орден святого благоверного князя Даниила Московского II степени (РПЦ, 2009 год) — за активное участие в возрождении церковной жизни в Царском Селе и в связи с 90-летием со дня рождения[61].

Звания
- Почётный доктор Санкт-Петербургского гуманитарного университета профсоюзов с 1997 года[62].
- Почётный член Российской академии художеств с 2005 года[63].
- Почётный гражданин Санкт-Петербурга (19 мая 2005)[64].
- Почётный профессор Санкт-Петербургского гуманитарного университета профсоюзов с 2009 года[65].

Премии
- Государственная премия СССР 1978 года в области литературы, искусства и архитектуры (19 октября 1978 года) — за повесть «Клавдия Вилор»[66].
- Премия Правительства Санкт-Петербурга за выдающиеся достижения в области литературы, искусства и архитектуры за 1997 год (1 июня 1998) — за вклад в современную литературу[67].
- Премия Президента Российской Федерации в области литературы и искусства 1998 года (12 января 1999)[68].
- Государственная премия Российской Федерации в области литературы и искусства 2001 года 10 июня 2002) — за роман «Вечера с Петром Великим»[69].
- Международная премия за развитие и укрепление гуманитарных связей в странах Балтийского региона «Балтийская звезда» (2008)[70] (премия учреждена в 2004 году Министерством культуры и массовых коммуникаций Российской Федерации, Союзом театральных деятелей Российской Федерации, Комитетом по культуре Санкт-Петербурга, Всемирным клубом петербуржцев и фондом «Балтийский международный фестивальный центр»[71]).
- Литературная Бунинская премия 2011 года (2012) — за верное служение Отечеству, выдающийся вклад в развитие русской литературы, за смелость «идти на грозу»[72].
- Царскосельская художественная премия (2012) — за книги «Заговор», «Всё было не совсем так» и «Причуды моей памяти»[73].
- Первая премия «Большая книга» (2012) — за книгу «Мой лейтенант»[74]
- Премия «Лучший роман года» (Китай, 2013), за книгу «Мой лейтенант»[75].
- Премия имени доктора Фридриха Йозефа Гааза — за особый вклад в укрепление германо-российских отношений (2016)[76].
- Премия имени Гейне.
- Премия Правительства Российской Федерации 2014 года в области культуры (17 декабря 2014) — за культурно-просветительскую программу «Международные конгрессы петровских городов»[77].
- Премия имени Йозефа Хааза (2016)[78].
- Премия Министерства обороны Российской Федерации в области культуры и искусства (2017) в номинации «Литературное искусство»[79].
- Премия Правительства Санкт-Петербурга в области культуры и искусства за 2016 год (за достижения в области литературы) (23 мая 2017) — за создание книг «Она и все остальное», «Мой лейтенант»[80]

.
- Государственная премия Российской Федерации за выдающиеся достижения в области гуманитарной деятельности 2016 года (3 июня 2017 года)[82].

## Память

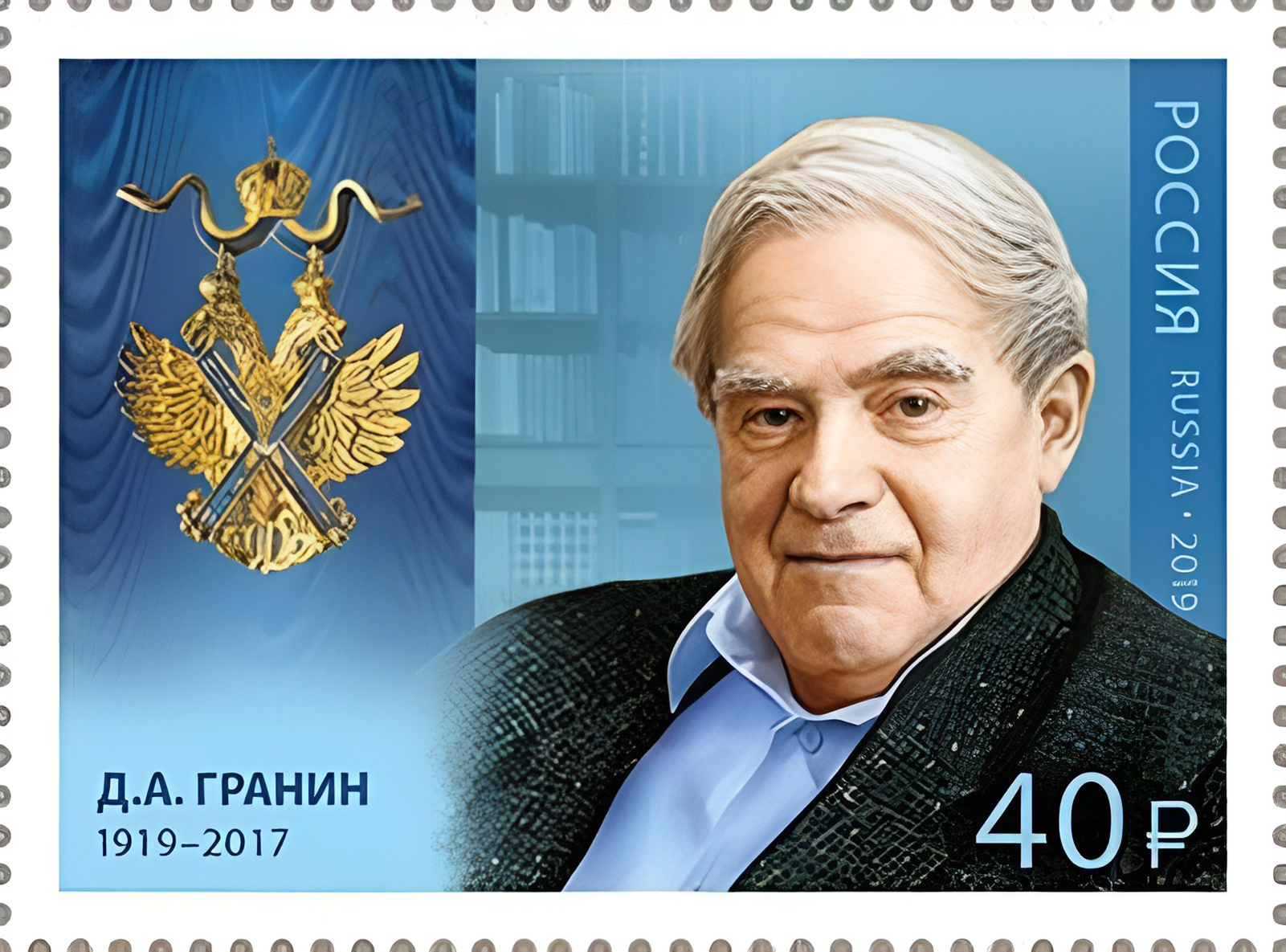
Почтовая марка России 2019 года, посвящённая Даниилу Гранину, как кавалеру ордена Святого апостола Андрея Первозванного

В 1988 году именем Гранина названа малая планета Солнечной системы номер 3120.
21 декабря 2017 года президент России подписал указ «Об увековечении памяти Д. А. Гранина и праздновании 100-летия со дня его рождения». Согласно указу, Правительству Санкт-Петербурга рекомендовано присвоить имя Даниила Гранина скверу в Санкт-Петербурге и создать культурно-просветительский центр Гранина в одной из библиотек Санкт-Петербурга.
Решением топонимической комиссии от 25 апреля 2018 года и постановлением Правительства Санкт-Петербурга от 6 июня 2018 года саду, расположенному между Соляным переулком, Гангутской и Гагаринской улицами, было присвоено имя Даниила Гранина, а 5 мая 2019 года стараниями местных активистов на изгороди появилась табличка с именем писателя.

ул. Малая Посадская, 8

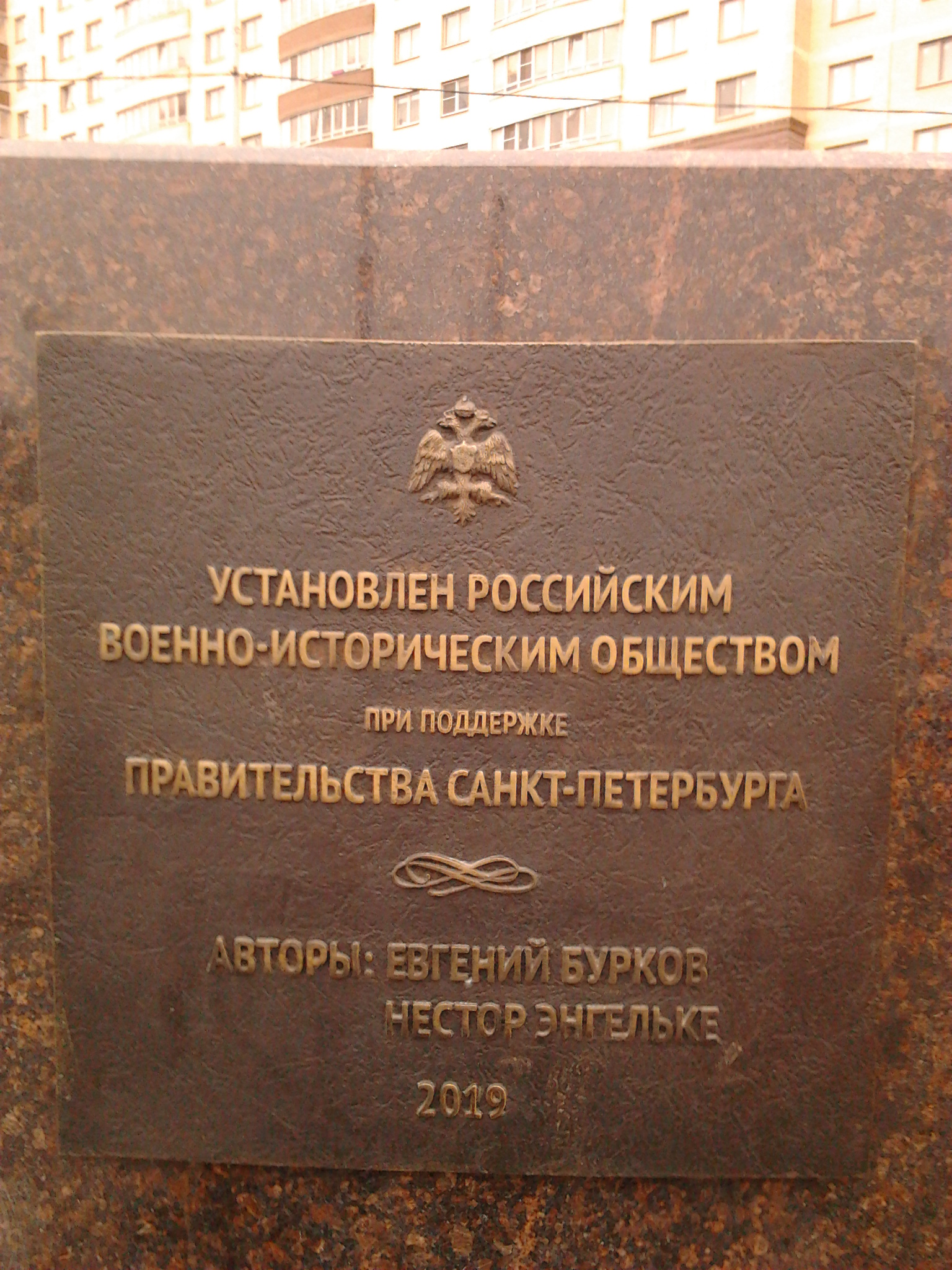
Памятная доска к памятнику в Санкт-Петербурге

Имя Гранина присвоено библиотеке № 9 ЦБС Невского района Санкт-Петербурга (Дальневосточный проспект, 6, корпус 1). Согласие на это Гранин дал 16 июля 2016 года. Возле библиотеки установлен памятник писателю (скульптор Е. Бурков); торжественное открытие памятника с участием президента Владимира Путина состоялось 27 ноября 2019 года.
9 февраля 2019 года в Санкт-Петербурге в соответствии с указом Президента России на доме 8 лит. А по Малой Посадской улице, где долгие годы жил Даниил Гранин, открыта мемориальная доска. В церемонии приняли участие дочь писателя Марина Чернышёва-Гранина, председатель Совета Федерации Валентина Матвиенко, врио губернатора Петербурга Александр Беглов, председатель Законодательного собрания Вячеслав Макаров, актёр Олег Басилашвили.
В 2019 году в серии «Кавалеры ордена Святого апостола Андрея Первозванного» выпущена посвященная писателю марка.
Культурологический марафон «Все грани Гранина» проходит в декабре в шести городах России.
Имя писателя носят библиотека № 6 Ульяновской МЦБС и библиотека Университета профсоюзов.
В 2024 году была учреждена Национальная литературная премия им. Д. А. Гранина.

## Адреса в Ленинграде
- Литейный пр., д. 28[14][93]